# Moacșa
Moacșa is een Roemeense gemeente in het district Covasna.
Moacșa telt 1206 inwoners.